# ديفيد إليس (لاعب كريكت)
ديفيد إليس (13 أبريل 1934 في المملكة المتحدة - ) (بالإنجليزية: David Ellis)‏ هو لاعب كريكت بريطاني. لعب مع نادي مقاطعة دورهام للكريكت ‏.

## وصلات خارجية
- ديفيد إليس على موقع إي آس بي آن كريك إنفو (الإنجليزية)